# 2020年环西自行车赛
2020年环西自行车赛是第75届环西自行车赛。此次比赛原定于2020年8月14日至9月6日进行，然而受2019冠状病毒病疫情影响，该比赛延期至2020年10月20日开赛，11月8日完赛。按照原定计划，此次比赛原本分为21个赛段，其中前3个赛段在荷兰境内进行。后来主办方宣布取消在荷兰进行的前三个赛段。最终比赛全程都在西班牙境内进行，赛段数减至18个，起点位于伊倫，终点位于马德里。
共有22支车队参加此次比赛，其中19支车队为世界职业车队，另外3支车队则为洲际职业车队。尽管比赛期间，西班牙政府因应该国的第二波疫情而收紧管控措施，该届环西自行车赛依旧按照延期后的安排进行。最终来自珍宝-维斯玛车队的普里莫日·羅格里奇取得此次比赛的总冠军，成为继Roberto Heras后又一位在环西自行车赛上成功实现卫冕的选手，来自英力士车队的理察·卡拉帕斯获得第二名，来自EF职业自行车队的Hugh Carthy则获得第三名。